# Willie Smit
Willie Smit (Lydenburg, 29 de desembre de 1992) és un ciclista sud-africà. El 2017 guanyà el campionat africà en ruta i a final d'any la classificació final de l'UCI Àfrica Tour.

## Palmarès
- 2012
  - Vencedor d'una etapa al Tour de Maurici
- 2013
  - Campió d'Àfrica sub-23 en contrarellotge
  - 1r al 94.7 Cycle Challenge
- 2015
  - 1r al Tour de Maurici i vencedor de 3 etapes
- 2016
  - Vencedor d'una etapa al Tour de La Reunió
- 2017
  - 1r a l'UCI Àfrica Tour
  - 1r al Campionat d'Àfrica en ruta
  - 1r a la Volta a Segòvia
  - 1r a la Volta a Lleó
  - 1r al Tour Meles Zenawi i vencedor d'una etapa
  - Vencedor d'una etapa a la Volta a Zamora
  - Vencedor d'una etapa a la Volta a Galícia
- 2019
  - Vencedor d'una etapa al Mpumalanga Tour
- 2023
  - 1r a l'Alanya Cup
- 2024
  - 1r al Tour de Sakarya i vencedor d'una etapa

### Resultats a la Volta a Espanya
- 2019. 118è de la classificació general
- 2020. 73è de la classificació general